# Autobusy miejskie w Rudzie Śląskiej

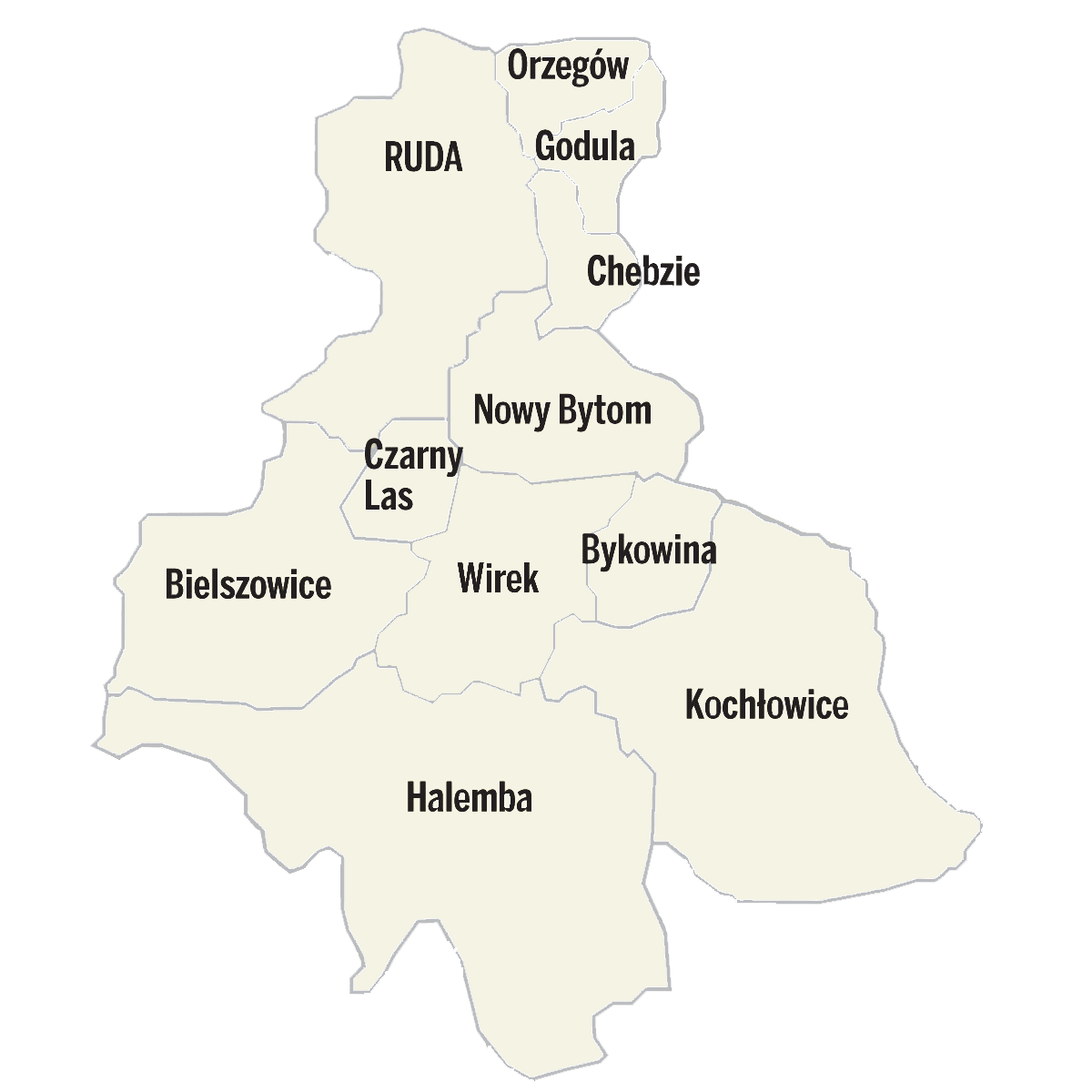
Dzielnice Rudy Śląskiej

Miasto pod obecną nazwą powstało w 1959 z połączenia Nowego Bytomia i Rudy. Obejmuje ono odrębne i znacznie oddalone od siebie dzielnice: Bielszowice, Bykowina, Chebzie, Czarny Las, Godula, Halemba, Kochłowice, Nowy Bytom, Orzegów, Ruda oraz Wirek. Ruda Śląska to jeden z większych ośrodków Górnośląskiego Okręgu Przemysłowego. Z obu powodów komunikacja miejska jest niezbędną tkanką miejską. Komunikację autobusową odgórnie zapewnia ZTM w ramach systemu Transport GZM.

## Historia
Komunikacja autobusowa w okręgu katowickim powstała w połowie lat 20. XX wieku. Na początku linie komunikacyjne miały charakter lokalny. Autobusy były eksploatowane przez małe przedsiębiorstwa, a koncesje na eksploatację linii posiadały głównie osoby fizyczne.
- 1929 Pierwsze autobusy wjeżdżają do miejscowości Godula, dziś dzielnica Rudy Śląskiej[1]
- 1931 Autobusy zaczęły kursować z Nowej Wsi (dzisiaj dzielnica Wirek) do Nowego Bytomia (obecnie dzielnica Rudy Śląskiej) i Katowic[1]
- luty 1951 utworzenie WPK Katowice[2]
- 19 września 1991 rozwiązanie WPK Katowice i przystąpienie Rudy Śląskiej do KZK GOP[3]
- 1 marca 2005 Utworzenie linii 870 z Gliwic do Katowic przez Rudę Śląską wzdłuż Drogowej Trasy Średnicowej
- 1 października 2009 Utworzenie pierwszej linii minibusowej (955) na zlecenie KZK GOP na terenie miasta.
- 1 października 2009 Utworzenie dwóch nowych przystanków: Ruda Norwida i Ruda Cmentarz.
- 1 października 2011 Likwidacja linii minibusowej 955.[4]
- 1 stycznia 2019 Likwidacja KZK GOP i utworzenie w jego miejscu Zarządu Transportu Metropolitarnego[5]
- 8 maja 2021 Uruchomienie pierwszych linii metropolitarnych M1 i M24, które zastąpiły linie 870
- czerwiec 2023 Likwidacja linii 144 (Trasa: Halemba - Wirek - Nowy Bytom - Bykowina - Kochłowice - Radoszowy - Chorzów Batory - Chorzów Centrum)
- 23 września 2023 Uruchomienie ostatniej metrolinii M21 między Wygodą a Bytomiem przez Helmbę, Wirek, Nowy Bytom, Chebzie i Godulę[6]

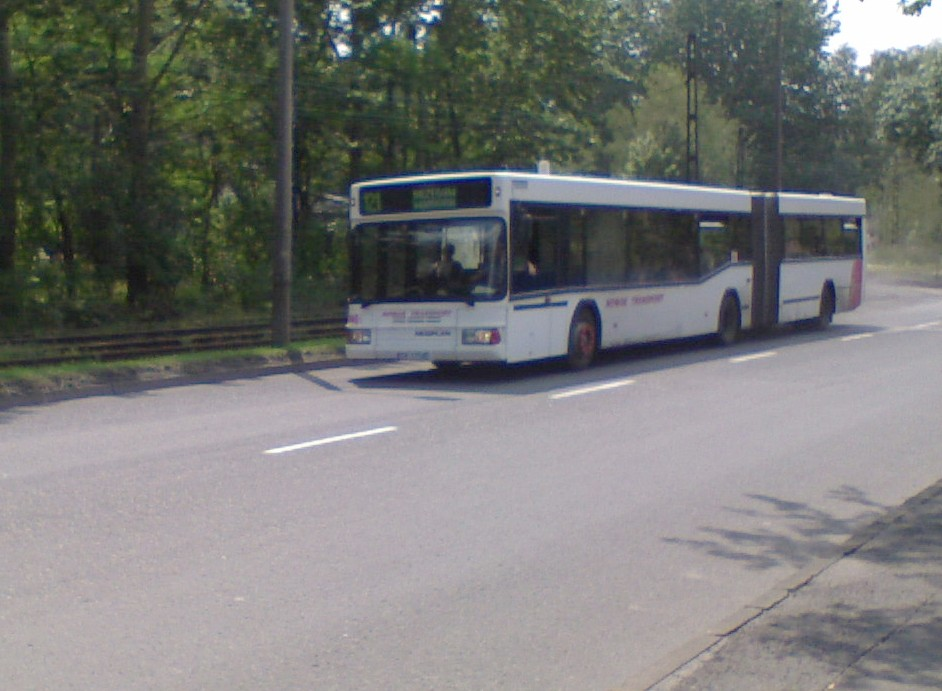
Autobus linii 121 w Rudzie Śląskiej

## Operatorzy
Zarząd Transportu Metropolitarnego w ramach systemu Transport GZM zleca zewnętrznym operatorom zadania w zakresie obsługi linii komunikacji publicznej na terenie wszystkich gmin płacących składki do ZTM, również w Rudzie Śląskiej.
Według stanu na 30.03.2025r. linie komunikacji publicznej na terenie Rudy Śląskiej są obsługiwane przez poniższych przewoźników:
- Kłosok Żory (Linie: 120, 147)
- Konsorcjum IREX Meteor, Transgór S.A. (Linie: 98, 146, 982)
- Konsorcjum Kłosok, Nowak Transport (Linia 89)
- Konsorcjum Pawelec Transport, PKS Południe, LZ Apolinary Lazar (Linie: 13, 177)
- Konsorcjum Pawelec Transport, A21 sp. z.o.o. (Linie: 23, 39, 121, 139, 155, 198, 199, 230, 225, 880)
- Konsorcjum Pawelec Transport, Kłosok (Linia M21)
- Konsorcjum IREX Meteor, Pawelec Transport (Linia 118)
- PKM Katowice (Linie: 7, 7N, 48, 130, 130N, M24)
- PKM Gliwice (Linie: 6, 669, M1, M24)